# テオドール・ブランク

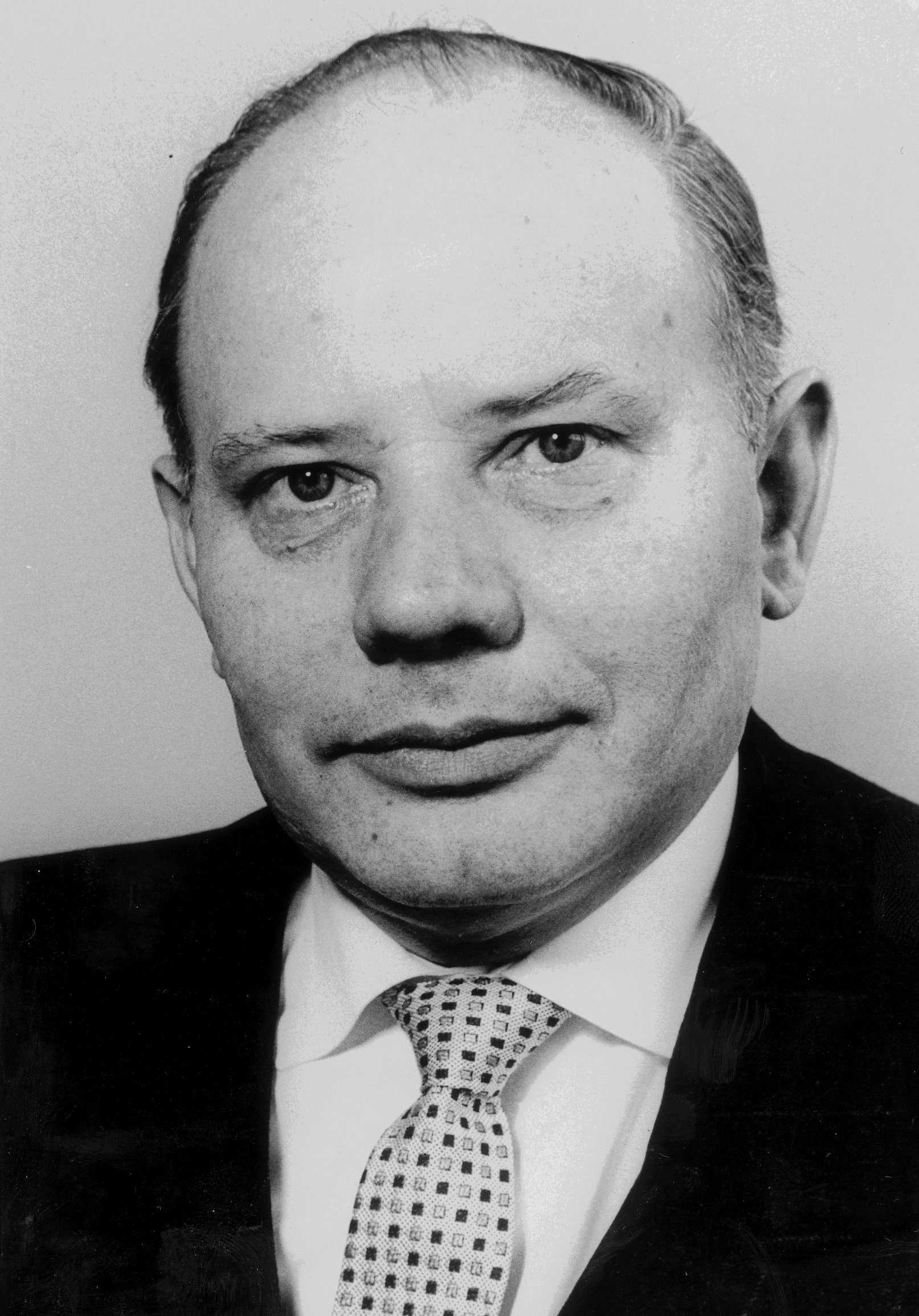
テオドール・ブランク

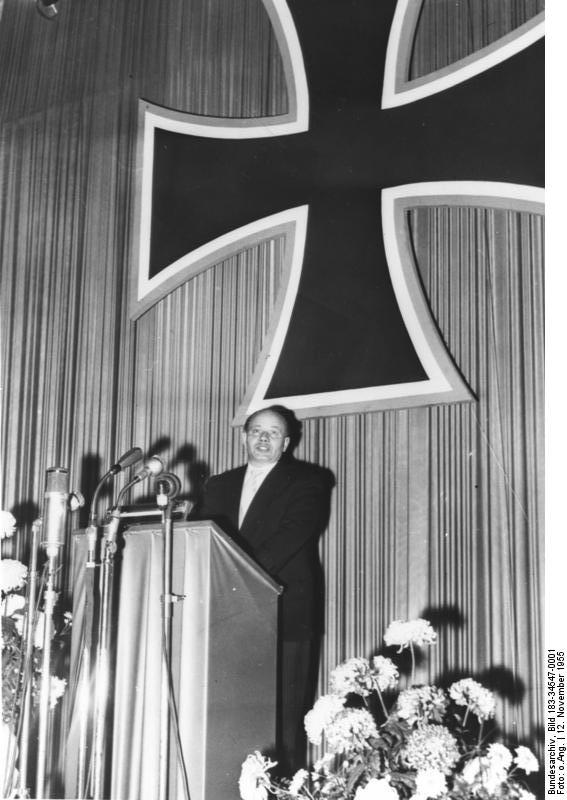
新設ドイツ連邦軍の将兵任命式で演説するブランク（1955年）

テオドール・アントン・ブランク（Theodor Anton Blank、1905年9月19日–1972年5月14日）は、ドイツ（西ドイツ）の政治家。所属政党はドイツキリスト教民主同盟（CDU）。西ドイツの再軍備を準備する通称「ブランク局」の長を務め、再軍備後は1955年から1957年まで国防相を、1957年から1965年まで労働・社会秩序相を務めた。

## 来歴

### 初期の経歴
10人兄弟の3番目の息子としてエルツ（ラインラント＝プファルツ州）に生まれる。父親は大工であった。カトリックの洗礼を受ける。一家は1913年にボーフム＝ダールハウゼンに引っ越した。1919年に国民学校を卒業後、1923年まで鋳型職人の修業を積み、ついで冶金工の修業をした。1929年まで石材加工工場に勤務した。1929年から1933年まで、キリスト教工場・輸送労働者中央同盟で事務員を務めた。1930年には夜学で中等教育修了資格を取得している。
ナチ党によりキリスト教系労働組合が禁止されると、1934年から1935年まで失業していた。東プロイセンのブラウンスベルクの司教座の学校に入り、アビトゥーアのための勉強をして、1935年にエッセンのギムナジウムで外部受験して合格した。ミュンスター大学で数学と物理学を、ハノーファー高等専門学校で工学を学び、デッサウのユンカース航空機・自動車工場に技師として勤務した。1938年から1939年までドルトムントの坑道建設会社に勤務。同年結婚した。1939年から兵士として第二次世界大戦に従軍したが、技師としての任務に就いていた。最終階級は予備役中尉。終戦後、ドイツ労働組合連盟の共同設立者の一人になった。1945年から1950年まで鉱業労働組合執行部（1948年より第三代表委員）に属していた。またドルトムントにキリスト教民主主義労働組合を設立した。
1945年にドイツキリスト教民主同盟（CDU）ヴェストファーレン支部の設立に関わる。同年12月、ドルトムント市議会議員に選出される。1946年10月、ノルトライン＝ヴェストファーレン州議会議員に任命される。翌年4月の選挙でも選出され。1949年まで議員を務めた。また1947年から1949年までバイゾーン（英米軍占領区域）の経済委員を務め、社会市場主義経済導入を強く主張した。
1949年、第一回ドイツ連邦議会選挙で当選し、病気のために辞職した1972年まで議席を維持した。

### ブランク局・国防相
1950年10月、コンラート・アデナウアー首相より連合軍関連問題特別担当に任命された。首相特別担当官として同年「ブランク局」（Amt Blank）が設置され、将来の西ドイツの再軍備を準備することになった。ブランク局は大きな批判を受けた。ブランク局は迷彩や戦闘服、作業服の研究も行い、また多用途軍用車DKW-Mungaの開発にも責任を負っていた。
再軍備に対する批判の声が高まる中、ブランクへの個人攻撃も激化した。1954年11月24日にブランクがアウクスブルクでのキリスト教社会同盟の選挙運動で演説した際、聴衆の中にいた700人以上の抗議者のブーイングのために最初の挨拶ののち25分も話すことができなかった。警察が介入してブランクを外に誘導した際、投げつけられた大量のワイングラスの破片で右頬を負傷し、また戦争で障害を負った兵士が振り上げた松葉杖に当たった。
1955年6月、西ドイツ再軍備に伴いブランクは初代国防相に任命された。しかし翌年10月に辞任した。1957年の連邦議会選挙後、ブランクは第三次アデナウアー内閣の労働・社会秩序相に任命され、第一次ルートヴィヒ・エアハルト内閣までその職にあった。1965年の連邦議会選挙後に内閣を離れた。
1956年から57年まで党議員団執行部補佐を務め、1965年から1969年まで連邦議会党議員団副団長を務めた。1952年には34人の同僚議員と共に小選挙区制導入法案を提出し、連立を揺るがせた。また1957年のフォルクスワーゲン社民営化法案を実現させた一人でもあった。1972年4月に連邦議会議員を辞任した際は既に重篤であり翌月にボンで死去した。